# Gametis
Gametis is een geslacht van kevers uit de familie bladsprietkevers (Scarabaeidae). Het geslacht werd voor het eerst wetenschappelijk beschreven in 1842 door Burmeister.

## Soorten
- Gametis andrewesi Janson, 1901
- Gametis bealiae (Gory & Percheron, 1833)
- Gametis forticula (Janson, 1881)
- Gametis histrio (Olivier, 1789)
- Gametis incongrua Janson, 1878
- Gametis jucunda (Faldermann, 1835)
- Gametis plagiata <Schaum, 1848
- Gametis versicolor (Fabricius, 1775)